# Hendrik Coenraad Westerbach
Hendrik Coenraad Westerbach (Rotterdam, 26 mei 1832 – aldaar, 10 mei 1899) was een Rotterdams muzikant.
Hij was van oorsprong paukenist, maar is voornamelijk bekend als eerste kapelmeester van het Muziekkorps der Koninklijke Scherpschutters van Rotterdam dat in 1869 was opgericht. In 1866 was hij al betrokken bij een benefietconcert door de Rotterdamse Kapel ter inzameling van geld ter bestrijding van cholera. Hij schreef onder meer een Oranje-Marsch, uitgevoerd in 1897 ter gelegenheid van de zeventiende verjaardag van Wilhelmina der Nederlanden. Op 31 augustus 1898 werd hij benoemd tot eredirigent van "zijn" muziekkorps. Op zijn begrafenis op Crooswijk werd hij bedankt voor 45 jaar muziek.  
In 1854 huwde hij Henriëtte Maria-Ann Suerhoff (overleden 5 april 1894). 